# 希林迪亞鄉
46°21′N 21°55′E / 46.350°N 21.917°E
希林迪亞鄉（羅馬尼亞語：Comuna Șilindia, Arad），是羅馬尼亞的鄉份，位於該國西部，由阿拉德縣負責管轄，面積69平方公里，海拔高度169米，2011年人口904，人口密度每平方公里14人。